# THE BLUE HEARTS "25th Anniversary" TRIBUTE
『THE BLUE HEARTS "25th Anniversary" TRIBUTE』（ザ ブルーハーツ トゥエンティーフィフスアニバーサリー トリビュート）は、日本のロックバンドであるTHE BLUE HEARTSのトリビュート・アルバム。
2010年2月24日に徳間ジャパンコミュニケーションズよりリリースされた。

## 収録曲
1. リンダ リンダ（3:57）/ THE COLLECTORS
2. 君のため（4:35）/ jealkb
3. キスしてほしい (トゥー・トゥー・トゥー)（3:23）/ メロン記念日
4. 終わらない歌（3:57）/ ニューロティカ
5. 人にやさしく（3:58）/ PUFFY
6. パンクロック（4:42）/ ROLLY & 21st CENTURY STARS
7. 青空（3:37）/ BEAT CRUSADERS
8. 夢（2:38）/ MINI SKA BOX
9. 電光石火（3:18）/ ザ・キャプテンズ
10. 情熱の薔薇（3:18）/ 水戸華之介 & 人間椅子
11. NO NO NO（3:36）/CUBISMO GRAFICO × WATARU BUSTER
12. チェルノブイリ（3:14）/ Large House Satisfaction
13. 皆殺しのメロディ（2:28）/ Merry
14. TRAIN-TRAIN（4:01）/ 須藤元気
15. 人にやさしく (Live ver.)（3:46）/ 矢井田瞳